# Mamer
Mamer este un oraș în Luxemburg.